# (32526) 2001 OD98
2001 OD98 (asteroide 32526) é um asteroide da cintura principal. Possui uma excentricidade de 0.06904680 e uma inclinação de 9.72580º.
Este asteroide foi descoberto no dia 25 de julho de 2001 por NEAT em Palomar.